# Bellerofonty
Bellerofonty (Bellerophontida) – rząd wymarłych mięczaków z gromady ślimaków. Pojawiły się we wczesnym kambrze, optimum rozwoju przeszły w  ordowiku, wymarły we wczesnym triasie.
Istnieją rozbieżności co do ich stanowiska systematycznego. Początkowo w momencie odkrycia form kopalnych zaliczono je do głowonogów (obecnie ten pogląd jest całkiem nieaktualny). Tradycyjnie zalicza się je do ślimaków, jednak część badaczy przedstawiała dowody na to, że są to jednotarczowce.